# المحقق كونان: علم القراصنة في عرض المحيط
علم القراصنة في عرض المحيط - Jolly Roger in the Deep Azure (名探偵コナン 紺碧の棺, Detective Conan: Jolly Roger in the Deep Azure?) هو الفيلم رقم 11 للمحقق كونان عرض يوم 21 أبريل 2007, هو فيلم يحكي قصة القراصنة وكنوزهم وبالذات عن قرصانة يابانية قديمة والكنز الذي تركته.

## القصة
«ماري» هي قرصانة يابانية قديمة ولها صديقة أخرى تحميها من ظهرها في أثناء المعارك تركت «ماري» كنز في جزيرة تسمى «جزيرة الإله» قبل 300 سنة!. في بداية الفيلم يسافر كونان وأصدقائه بالإضافة إلى توغو وران وسونوكو إلى هذه الجزيرة ويتعرفون على مجموعة من صائدي الكنوز، تذهب ران وسونوكو للغطس رفقة المرشدة وفي أثناء غطسهم في قاع المحيط يشاهدن أسماك القرش تقوم بالفتك بأحد ثلاثة من صائدي الكنوز، ينقل هذا الأخير إلى المستشفى ولكنه مات بعد وصوله، يكتشف كونان أن هذا الحادث ليس عاديا بل هي جريمة متعمدة! (لأن أصدقاء ذلك الصياد كانوا قد وضعوا دم أسماك في بدلته ولذلك هاجمه القرش). بعد أن رأت ران صيادي الكنوز الفارين قاموا باختطافها هي وسونوكو ليستخدموهم كطعم. يصلون بعد ذلك إلى قصر تحت جزيرة مائية أين يجدون السفينة ولكن الصيادين لم يجدوا الكنوز فيقررون قتل ران وسونوكو، ولكن هاتين الأخيرتين حاولتا الدفاع عن نفسيهما بنفس طريقة القرصانة «ماري» وصديقتها (الحماية من الظهر، كما يظهر في الغلاف) ولكنهما لم تنجحا ولكن كونان يصل ويقضي على المجرمين. يبدأ الزلزال في تلك الجزيرة المائية وعليهم أن يخرجوا من ذلك الكهف فيستعملون قارورات الأوكسجين التي كانت معهم وتصعد السفينة إلى سطح البحر وينجو الجميع، أحد الصيادين السابقين قال أن رسالة «ماري» لا تجعلوا الطمع في الكنوز يعمي بصيرتكم.

## وصلات خارجية
- المحقق كونان: علم القراصنة في عرض المحيط على موقع IMDb (الإنجليزية)
- المحقق كونان: علم القراصنة في عرض المحيط على موقع Turner Classic Movies (الإنجليزية)
- المحقق كونان: علم القراصنة في عرض المحيط على موقع أول موفي (الإنجليزية)
- المحقق كونان: علم القراصنة في عرض المحيط على موقع فيلمافينيتي (الإسبانية)
- المحقق كونان: علم القراصنة في عرض المحيط على موقع قاعدة بيانات الفيلم (الإنجليزية)
- المحقق كونان: علم القراصنة في عرض المحيط على موقع ليتربوكسد (الإنجليزية)
- المحقق كونان: علم القراصنة في عرض المحيط على موقع كينوبويسك (الروسية)
- المحقق كونان: علم القراصنة في عرض المحيط على موقع ANN anime (الإنجليزية)

- موقع أفلام المحقق كونان.